# スウェーデンの医療

OECD各国の一人あたり保健支出（青は公的、赤は私的）

OECD各国の老人(65-歳)一人あたり、生産年齢(20-64歳)人口。
濃橙は2012年時点、薄橙は2050年の予想

スウェーデンの医療（Healthcare in Sweden）はユニバーサルヘルスケア制度が存在し、ランスティングごとの地方分権制となっている。ノルディックモデルの高福祉高負担型であり、保健支出はGDPの9%を占め、医療保険は社会保険制度ではなく、主に税金を原資として中央政府および県レベルで課税している。多くは公営だがプライベート医療機関も存在する。
スウェーデンは人口高齢化が進行し、65 歳以上が人口の18%ほど、80歳以上の後期高齢者では人口の5.2%を占め、GDPの3.6%が老人福祉に支出されている。
医療はランスティング、高齢者看護はコミューンと役割分担が徹底されている。不要な入院の場合はコミューンにペナルティ支払いが生じることで、社会的入院防止措置がなされている。

## 医療制度

スウェーデンの人口ピラミッド

2014年のOECD調査では、スウェーデンの医療制度は他国が見習うべきモデルであると評されており、他のOECD諸国と比べて目覚ましいアウトカムと、洗練された様々な医療の質の改善政策がなされていると報告されている。卓越した医療の質管理システムが存在し、広範囲な品質効率性インジケータに基づいた、様々な国家レベルのガイドライン、患者保護規制が制定されている。
プライマリ・ケアと専門医療の分担も徹底され、プライマリ・ケアの範囲は医療法で外来の一部と定義されている。プライマリ・ケア部門の評価は高く、よく編成され高いパフォーマンスをもたらしているとOECDは評している。
慣習的には、家庭医(プライマリ・ケア、産科、外来精神医療など)・救急医療・選定医療・入院医療・外来医療・専門医療・歯科の7つに分類されている。プライマリ・ケアの9割は公雇用の医師より提供されている。
また介護の質にも重点が置かれ、OECDはスウェーデンの介護政策は国際的にも最善のものであると評している。人口あたりケアワーカー数はOECD中最多であり、老人10人あたり7人が在宅ケアを受けている。

## 所管

スウェーデンの県(ランスティング)

医療制度は、中央政府、ランスティング、コミューンの3レベルに分かれて管理されている。スウェーデンは20のランスティングに分かれている。ランスティングは公選制議会であり、4年ごとに国政選挙と同一日に投票が行われる。
中央政府は政策、診療ガイドライン、保健医療のアジェンダを決定する。保健・社会政策省は、中央政府の定めた目標にしたがって下位レベルの行政を監督し、認可、許諾、サービス評価などを行う。
ランスティング(21区分)では、財政および医療サービス提供の責務が中央政府より委譲されている。すべてのランスティングは中央政府の保健医療政策に基づく、医師による良質な保健サービス・医療ケア・公衆衛生政策を提供する責務がある。
- ランスティングの主な事務は医療であり(歳出の91%が医療関係)[7][3]、ランスティング経営の病院理事会が病院構造、管理、医療サービス提供の効率化に責務を持つ。
- 各ランスティングの裁量権は大きく、医療計画や医療デリバリなどの方針はランスティングごとに様々である。約90%のランスティングは他のランスティングと文化政策や施設面などで合同事業を行っている。そのため医療サービス区域が21あり、各区域の人口は6〜190万人ほどである。

地方レベル(290区分)では、コミューンが水道・社会福祉などの市民密着サービスを提供している。障碍者や老人の退院後ケア、精神疾患者の長期ケアはコミューンに委譲されている。
医療品規制は、保健・社会政策省配下の機関であるスウェーデン医療製品庁（Medical Products Agency、典: Läkemedelsverket）が責務を持つ。

## 財政

OECD各国税収のタイプ別GDP比(%)。
水色は国家間、青は連邦・中央政府、紫は州、橙は地方、緑は社会保障基金。

スウェーデンは高福祉高負担国家であり、GDPに占める租税率（社会保障負担を含む）は42.3%である（2011年、OECDで5位）。個人所得税はGDP比で15.8%（OECDで2位）、地方税率は平均32%ほどである（2005年）。付加価値税（VAT）は税率25%（2014年）であった。
医療費の71%は地方税を原資としており、ランスティングが所得税として徴収権を持つ。ランスティング歳入の7割は所得税、歳出の9割が保健医療関連の支出である。
| 医療費関連 （93%） | 一次医療       | 25% |
| 医療費関連 （93%） | 専門医療       | 46% |
| 医療費関連 （93%） | 専門精神医療   | 8%  |
| 医療費関連 （93%） | その他医療     | 10% |
| 医療費関連 （93%） | 歯科医療       | 4%  |
| 交通・インフラ     | 交通・インフラ | 7%  |

| 健康・社会サービス | 24% |
| 個人・家庭ケア     | 24% |
| 児童福祉           | 10% |
| 教育               | 24% |
| その他             | 18% |

### 自己負担
| 年度 | 医療費率／GDP | 自己負担率／医療費 |
| ---- | ------------- | ------------------ |
| 2000 | 8.2%          | 84.9%              |
| 2003 | 9.4%          | 85.2%              |
| 2004 | 9.1%          | 84.9%              |
| 2006 | 9.2%          | 81.7%              |
| 2007 | 9.1%          | 81.7%              |
| 2008 | 9.4%          | 78.1%              |
| 2009 | 10.0%         | 81.5%              |
| 2010 | 9.6%          | 81.5%              |
| 2011 | 9.5%          | 81.6%              |

医療費の自己負担率はランスティングが決定する。また自己負担上限額が設定されており、外来診療は年間900クローネ、入院は一日80クローネ、薬剤費は年間1800クローネ前後。19歳未満の子供は無料となる。
処方薬は有料だが患者の年間自己負担上限が定められ、超過分は公費負担となる。薬局はすべて情報ネットワークに接続されており、国内のどの薬局でも処方を受けることができる。処方データが薬局情報ネットワークに送信されるため、電子薬歴を参照し、必要な薬のみが処方される。
| 年間医療費総額 | 自己負担割合 | 年間自己負担累計 |
| -------------- | ------------ | ---------------- |
| 0〜900 SEK     | 100%         | 〜900SEK         |
| 902〜1700 SEK  | 50%          | 〜1300SEK        |
| 1101〜4300 SEK | 25%          | 〜1700SEK        |
| 4300〜 SEK     | 0%           | 1800 SEK         |

歯科医療は一般の医療制度に含まれていないが、部分的に政府補助金が支給される。19歳未満であればランスティングは歯科医療を無料で提供する責務がある。
ランスティングには民間病院の価格・提供サービスの規制権限がある。患者はランスティングと契約を結んでいない民間病院で医療を受けた場合には、払い戻しを受けることはできない。

## 休業補償
医師が患者が病気だと判断すると(どのような理由の疾病であろうと)、患者は2日目からは賃金が通常割合が支給される。最初の14日までは雇用者が賃金を支払う必要があるが、それを過ぎると患者が回復するまで政府が賃金を支払う。

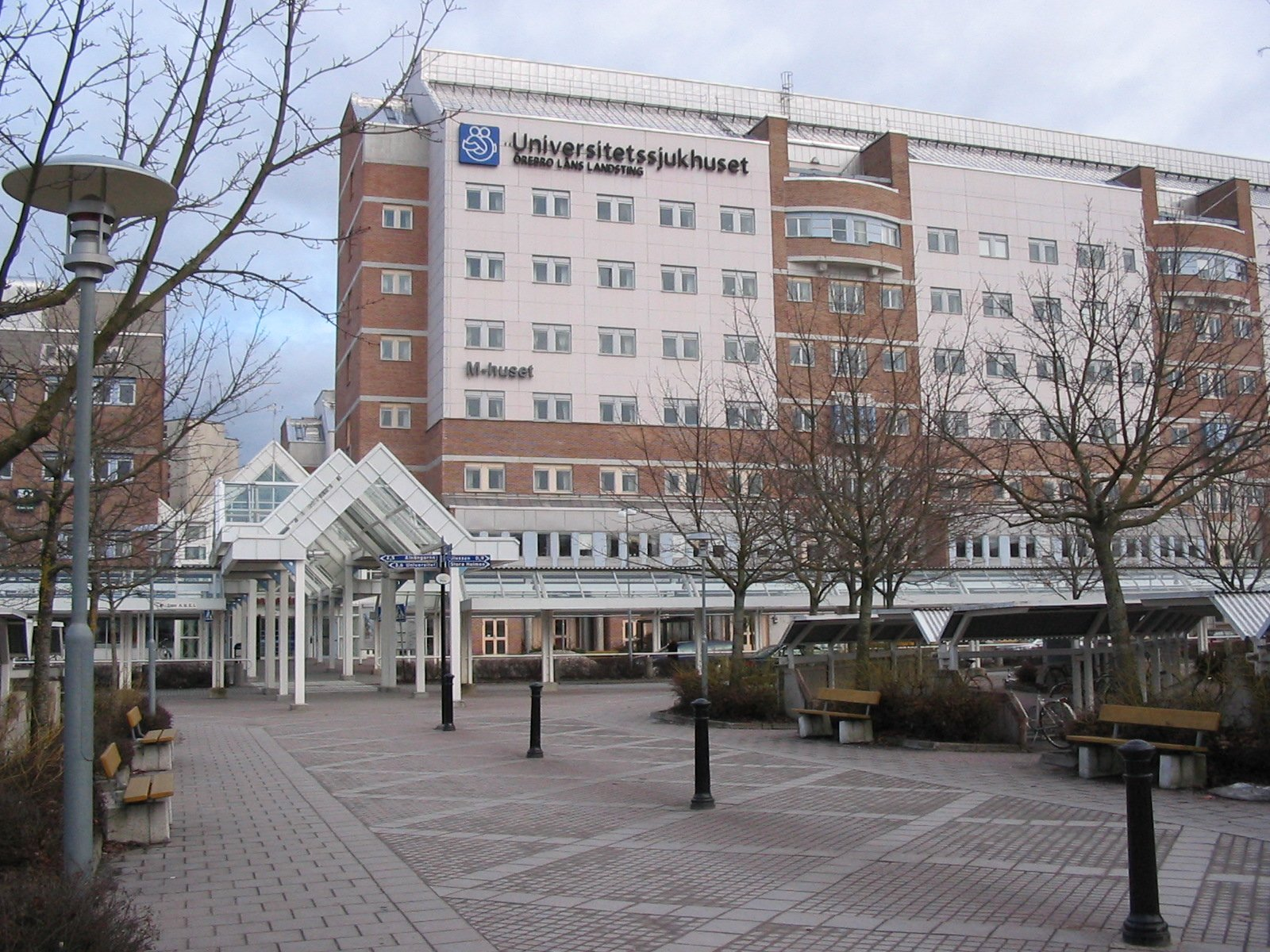
エレブルー大学病院